# Stanisław Kurozwęcki
Stanisław Kurozwęcki z Kurozwęk herbu Poraj (ur. 1440 – zm. przed 2 lipca 1482) – kanclerz i podkanclerzy koronny, proboszcz gnieźnieński, kanonik krakowski,  sekretarz królewski.
Syn kasztelana lubelskiego Krzesława z Grzybowa Kurozwęckiego i Ewy Czarnej z Gorzyc herbu Sulima; brat Mikołaja i Dobiesława.
Studiował w Akademii Krakowskiej. W 1461 został kanonikiem krakowskim, w 1468 sekretarzem królewskim, w 1471 pierwszym sekretarzem towarzyszył królewiczowi Kazimierzowi w wyprawie na Węgry. W 1476 był już podkanclerzym a w 1479 kanclerzem koronnym. Był także kanonikiem kieleckim i gnieźnieńskim.